# Лидль, Адальберт Францевич
Адальберт Францевич Лидль (1805—1842) — лектор немецкого языка в Казанском университете.

## Биография
Родился во Львове в 1805 году. По окончании в 1825 году курса в Волынском лицее определился учителем немецкого языка в Минскую гимназию, в 1827 году был перемещен в Виленскую гимназию, в 1830 году в Волынский лицей, в 1834 году в университет св. Владимира и в 1839 г. в Казанский университет. Жизнь покончил самоубийством 13 июля 1842 г.

Согласно РБСП:

По отзывам всех, имевших случай учиться у Лидля, он был мастер своего дела и умел заставить слушателей заниматься своим предметом. 

## Труды
Лидлю принадлежат следующие сочинения: «Grammatyka języka niemieckiego» (Bильна, 1828 г. и 2-е издание 1830 г.); сборник «Systematisch geordnete Sammlung auserlesener Stücke aus den Werken der vorzüglichsten Schriftsteller Deutschlandsetc.» (Вильна, 1831); перевод на немецкий язык римско-католического катехизиса (1829) и несколько переводных и оригинальных стихотворений в «Dzienniku Wileńskim» и «Pamiętniku Lwowskim». Его грамматика и хрестоматия были приняты Виленским университетом за учебные руководства для гимназий. В рукописи остался немецко-польский словарь.